# Рунические камни церкви Старой Уппсалы
Рунические камни церкви Старой Уппсалы — три монумента, первый из которых U 978, сохранился почти полностью, в отличие от 2-х других U 979 и U 980, представленных лишь фрагментами.

## Рунический камень U 978

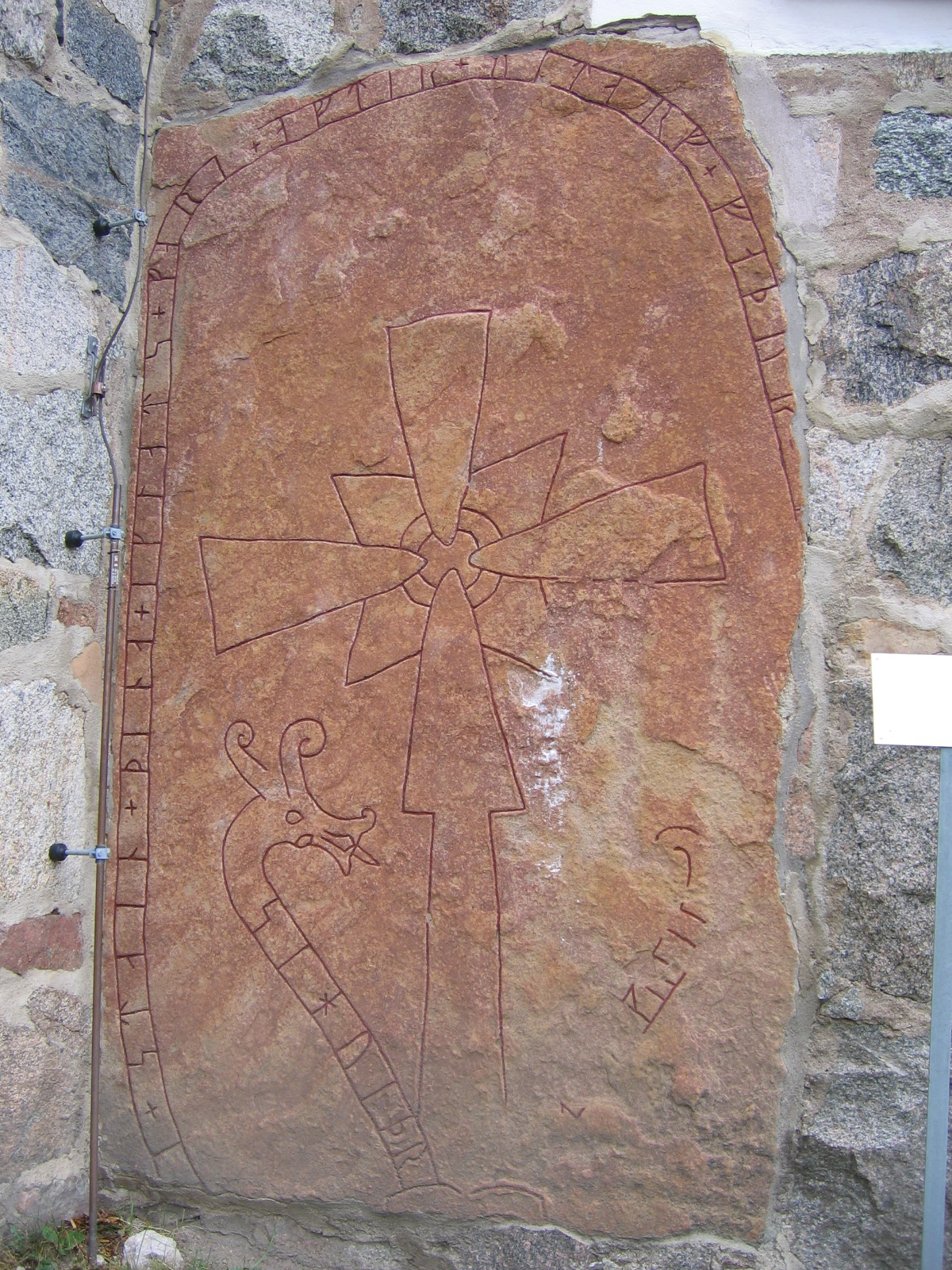
Рунический камень U 978

В настоящее время камень вмурован снаружи в стену алтарного выступа с южной стороны храма. Материал — розовый песчаник. Высота 2,29 м, ширина 1,40 м. Первое упоминание о камне относится к 1699 г. Вероятно первоначально памятник стоял на церковном кладбище, затем был перенесен внутрь церкви, где до 1829 г. использовался в качестве алтаря, а потом переложен на пол. В 1856 г. занял своё теперешнее место в церковной стене.
Орнамент монумента достаточно простой. Текст высечен на туловище змея, которое образует петлю по контуру плиты. Голова и хвост змея внизу соединяются связкой. В центре изображен крест.
Для придания камню подходящей для алтаря формы его правая сторона и нижняя часть были обколоты, вследствие чего часть надписи была утрачена.
При транслитерации рунической надписи в тексте выделены: квадратными скобками [ ] — утерянные, но восстанавливаемые символы, круглыми скобками () — вероятное чтение поврежденных знаков.
sihuiþr . . . — i + stain + þina + iklats + fari + iftir + uitarf + faþ(ur)[ + — . . .sia] . . . ku — - - 

Сигвид «Ездивший в Англию» установил этот камень по Видьярву, своему отцу…
Памятник воздвигнут Сигвидом, называвшим себя Ænglandsfari — «Ездившим в Англию» в честь своего отца. Датируется 1020—1050 гг.
U 978 один из двух камней, наряду с U 1181, на которых фигурирует прозвище Ænglandsfari.

## Рунический камень U 979
Сохранившийся фрагмент камня, известный еще первым издателям рунических текстов, установлен в полутора метрах от северной стены входа в церковь. Материал — серый крупнозернистый гранит. Высота 1,31 м, ширина 1,41 м.
Камень использовался в качестве порога в храм, в результате этого его поверхность сильно истерта. Надпись не сохранилась. Изображение корабля с крестом над ним, известное по рисункам XVII—XVIII вв. в настоящее время не просматривается. Наличие креста в орнаменте, вероятно, но его детали неясны. В современной прорисовке памятника однозначно определяются только 2 параллельные горизонтальные линии в нижней части камня.

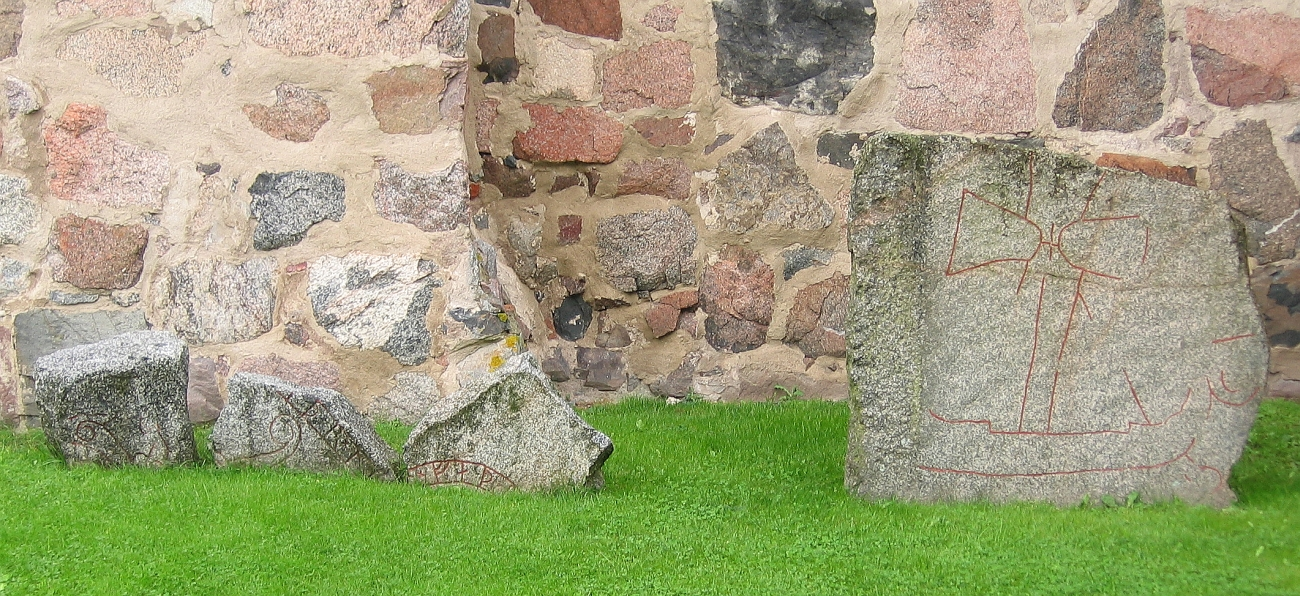
Рунические камени U 980 и U 979

## Рунический камень U 980
Сохранившиеся три небольших фрагмента памятника в настоящее время расположены рядом с камнем U 979. Первоначальное место установки камня неизвестно. Надпись восстанавливается по зарисовкам XVIII в.; утраченные символы в тексте выделены квадратными скобками [ ]. Памятник был воздвигнут братьями в честь своего отца. Текст был высечен на туловище змея, образующего петлю по контуру монумента. В центре петли находилась фигура зверя с повернутой назад головой; часть этого изображения присутствует на фрагменте А.
[× ailifr × auk siku]iþr × li[tu × raisa × stain × iftir + uifast] × faþu[r × sin +] 

Эйлив и Сигвид велели установить камень по Вифасту, своему отцу.
Материал — красно-серый гранит. Размеры фрагмента А: 0,43 × 0,47 м, фрагмента B: 0,64 × 0,39 м, фрагмента C: 0,48 × 0,67 м. Автором памятника предположительно считается мастер Фот.

## Рунический камень U 981
К руническим камням у церкви в Старой Уппсале иногда относят U 981, который на самом деле никогда не существовал, а был ошибочно составлен Йоханнесом Буреусом из фрагментов камней U 980 и U 986, который находился примерно в 500-ах метрах от церкви. Тем не менее, руническая надпись U 981 имеет важное значение как независимое прочтение ныне утраченного камня U 986.